# تنها (ترانه آلن واکر)
«تنها» (به انگلیسی: alone) آهنگی از تهیه‌کننده و دی جی نروژی آلن واکر است. نسخه آوازی این ترانه توسط هنرمند سوئدی نونی بائو خوانده شده. این ترانه در تاریخ ۲ دسامبر ۲۰۱۶ منتشر شد.

## زمینه
آلن واکر در ۲ دسامبر در خصوص ترانه تنها گفت: برای من alone در مورد انسجام است. آهنگی که احساس و آرامش همبستگی را ستایش می‌کند. زمانی که من شروع به ساختن موسیقی کردم، هیچ وقت چیز خاصی نبود، اما در مورد ایجاد چیزی برای دیگران که می‌توانستند با من از آن لذت ببرند. چیزی که من با ساختن موسیقی و به اشتراک گذاری آن با دیگران تجربه کرده‌ام بسیار خیره‌کننده است.

## موزیک ویدیو
موزیک ویدیو ترانه تنها در ۲ دسامبر ۲۰۱۶ در کانال یوتیوب آلن واکر (آهنگساز) منتشر شد و تا ژوئن ۲۰۱۸ بیش از ۶۵۰ میلیون بازدید داشت
این موزیک ویدیو به بررسی موضوعات تنهایی می‌پردازد و در عین حال به سرعت به چیزی تبدیل می‌شود که به نظر می‌رسد گروهی از راهپیمایان برای ملاقات با آن‌ها تلاش می‌کنند.
بیشتر این ویدئو در نروژ فیلمبرداری شده‌است و شامل عکس‌های پانورامیک از جاذبه‌های توریستی است. برخی قطعات هم در مکان‌های برجسته اروپا از جمله برلین، لندن و پاریس فیلمبرداری شده‌است.

## (Alone Restrung)
در ۱۰ فوریه ۲۰۱۷، آلن واکر یک نسخه آکوستیک از تنها را منتشر کرد که دقیقاً یک سال پس از انتشار (Faded restrung) منتشر شد. موزیک ویدیو (Alone Restrung) در ۱۶ فوریه منتشر شد.